# Podniesienie krzyża (obraz Petera Paula Rubensa z 1611)

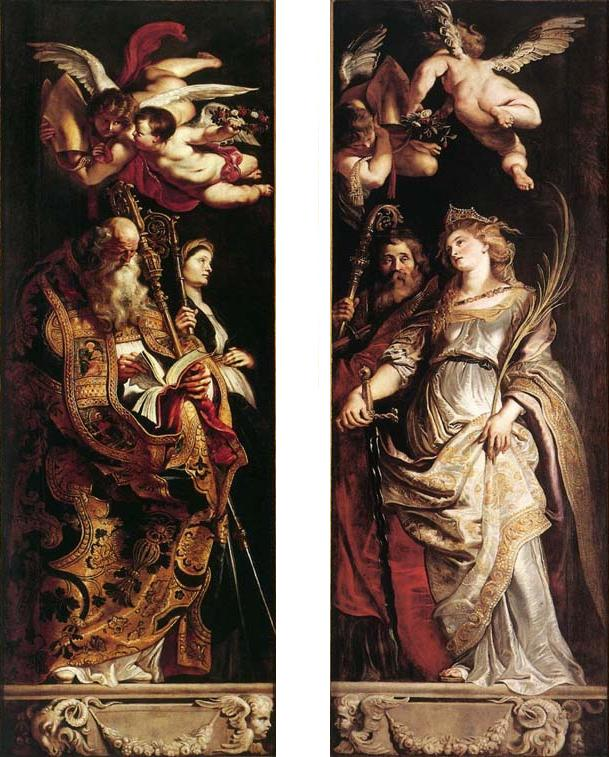
Tryptyk po zamknięciu

Podniesienie krzyża (niderl. De Kruisoprichting) – tryptyk autorstwa flamandzkiego malarza Rubensa.

## Proweniencja
Obraz, jako nastawa do ołtarza, został zamówiony przez proboszcza i prowizora do nieistniejącego już kościoła św. Walburgi w Antwerpii, prawdopodobnie za pośrednictwem przyjaciela i mecenasa Rubensa, Cornelisa van der Geesta. Według innych wersji praca została zamówiona w 1611 roku (późniejsze opracowania podają datę 1610) przez gildię arkebuzerów za sumę 2400 florenów.
Obraz, wraz ze Zdjęciem z krzyża został przeniesiony do katedry Najświętszej Marii Panny w Antwerpii. W okresie napoleońskim, w 1794 roku, obrazy zostały przewiezione do Paryża. W 1815 zostały zwrócone do katedry.

## Geneza i opis obrazu

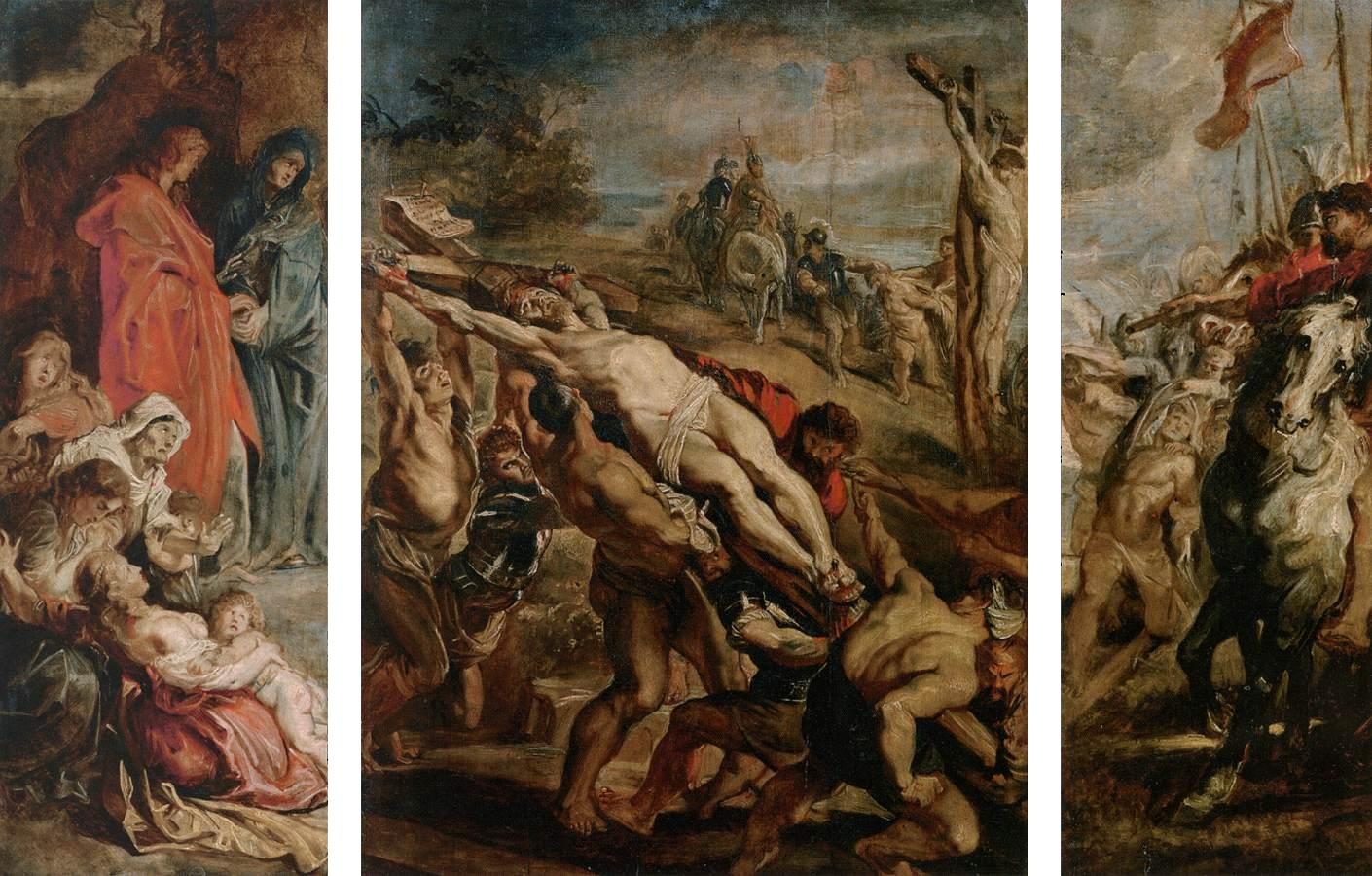
Zdjęcie z krzyża szkic do wersji antwerpskiej
Luwr

Jeszcze na początku XX wieku malowidło uważane było za pendant do innego obrazu wykonanego, jak wówczas sądzono, dwa lata wcześniej Zdjęcie z krzyża. Podobną opinię wyraził Mark Lamster w 2009 roku. Jednak dla większości historyków sztuki Podniesienie krzyża było pierwszym zamówionym w 1610 roku dziełem do kościoła św. Walpurgii wraz z trzema pomniejszymi kompozycjami do głównego ołtarza. Dla Rubensa było to pierwsze po Pokłonie Trzech Króli poważne zlecenie po powrocie do kraju z ośmioletniego pobytu we Włoszech. W pracy tej zauważalne są wpływy sztuki włoskich artystów m.in. Caravaggia, Tintoretta i Michelangela.
Tematyka obrazu pozwalała Rubensowi na w pełni ukazanie jego kunsztu malarskiego i charakteru; duże rozmiary pozwalały stworzyć nieograniczoną ramami dynamiczną kompozycję. Artysta musiał zgodzić się co prawda na wykonanie nastawy w formie tryptyku, koncepcji która już wówczas była przestarzała i odchodziła od kanonu sztuki sakralnej, a religijne obostrzenia nakazywały mu zastosowanie tradycyjnej ikonografii nawiązującej do schematów i wzorów późnego średniowiecza. Mimo to stworzył dzieło, choć w tradycyjnym stylu flamandzkim, ale już z elementami rodzącej się sztuki baroku. W jednej scenie dokonał syntezy sztuki włoskiej: kompozycja nawiązywała do szkoły weneckiej, muskulatura postaci była typowa dla prac Michała Anioła, dramatyczne oświetlenie stylizowane według sztuki Caravaggia.
Zanim powstało główne dzieło Rubens wykonał szkic. Pomny przykrych doświadczeń z Santa Maria in Vallicella, postanowił tworzyć na miejscu, przygotować się, zaplanować. Pierwotnie postać Chrystusa na krzyżu ustawiona była pod kątem 35 stopni, w tle widoczny był ukrzyżowany łotr. Otwarta przestrzeń powodowała rozproszenie uwagi widza; koncentrował on się na detalach, a nie na samym akcie odkupienia. By temu zaradzić potrzebne było umieszczenie więcej ilości postaci, zagęszczenia akcji. Tak czynił Tintoretto, taką sztukę prezentował Caravaggio tworząc swoich muzykantów. Rodzący się barok wymagał zburzenia przestrzeni pomiędzy widzem a oglądanym obrazem. Rubens z myślą o tym, zmniejszył przestrzeń panelu centralnego, zmienił położenie Chrystusa i przeniósł wizerunki łotrów do prawego panelu. Środkowy panel tryptyku nabrał ekspresji. Dziewięciu mężczyzn, z wielkim napięciem usiłuje podźwignąć z położenia ukośnego krzyż z Chrystusem. Ich wysiłki zostają uwiecznione dokładnie w chwili gdy Chrystus i krzyż tworzą diagonalną obrazu. Ruch, przestrzeń i czas są przedstawione wraz z walką z krzyżem, w pozycji pionowej. Dynamika ruchów akcentowana jest za pomocą koloru i światłocienia.
Panele boczne stanowią dopełnienie sceny głównej. Z lewej strony, u góry stoi Maria i Apostoł Jan. Na twarzy Matki nie widać cierpienia, ale zadumę, jakby na potwierdzenie słów ewangelisty Łukasza: Lecz Maryja zachowywała wszystkie te sprawy i rozważała je w swoim sercu. (Łk. 2,19). Jej i apostoła stateczna postać stanowi wyraźne przeciwieństwo do dynamicznej sceny głównej. Odmienną dynamikę przedstawia natomiast scena u dołu lewego skrzydła. Kobieta karmiąca małe dziecko wydaje się być zaskoczona, wręcz przerażona sceną której jest świadkiem. Identyfikowana jest z Magdaleną lub z Marią, żoną Kleofasa. Jej wzrok skierowany jest na twarz Chrystusa; połączony tworzy przekątną pod kątem 45 stopni co zmusza widza na skierowanie jego uwagi na scenę męki pańskiej

### Tryptyk po zamknięciu
Zamknięcie tryptyku ukazuje wizerunki czterech świętych związanych z historią kościoła św. Walburgi. Po lewej stronie stoi święty Amand i św. Walburga. Ten pierwszy ukazany został z książką, w bogato przyozdobionym płaszczu biskupim. Był pierwszym biskupem Antwerpii, zbudował 660 kościołów; na gruzach jednego z nich został wybudowany kościół św. Walburgi. Na prawym skrzydle ukazana została św. Katarzyna i św. Eligiusz. Katarzyna została ukazana wraz ze swoimi atrybutami: miecz symbolizujący jej męczeńską śmierć poprzez ścięcie i palmę męczeństwa. Eligiusz trzyma w prawej ręce pastorał, jest schowany za świętą. W dłoniach trzyma swoje atrybuty: młot i kowadło.

## Symbolizm w obrazie
U dołu środkowego panelu, po prawej stronie Rubens umieścił psa. Jest to zaskakujący element kompozycji, który nie występuje w relacjach ewangelicznych. W kulturze flamandzkiej, pies jest symbolem wierności. Na obrazie może również oznaczać wiarę w Zmartwychwstanie Chrystusa. Ponad wznoszonym krzyżem, Rubens ukazuje urwisko na którym rośnie drzewo winorośl. Nawiązuje ono do drzewa dobra i zła, a w połączeniu z symbolicznym wyrazem krzyża jako drzewa życia nawiązuje do grzechu Adama i Ewy. Winorośl symbolizuje również Eucharystię, liście dębu widoczne obok odnoszą się do średniowiecznej ikonografii zmartwychwstania.
W centralnym panelu mężczyźni ciągnął linę; ich wysiłek widoczny jest w każdym detalu. To ciężar nie tyle Syna Bożego, co ciężar grzechu za które ten umiera. Figura Chrystusa mogła być wzorowana na posągu Laokoona z Rzymu.